# Adnan Abu Hassan
Adnan Abu Hassan (ur. 6 stycznia 1959 w Alor Setar, zm. 18 marca 2016 w Selayang) – malezyjski kompozytor.
Okres jego największej sławy przypadł na lata 80., 90. i początek XXI wieku. Był odpowiedzialny za wypromowanie szeregu artystów malezyjskiej sceny muzycznej. Stworzył m.in. utwór „Jerat Percintaan”, spopularyzowany przez Siti Nurhalizę, oraz piosenkę „Di Persimpangan Dilema”, którą pierwotnie wykonała Nora Ariffin. Współpracował także z wokalistkami takimi jak Fauziah Latiff, Sheila Majid i Anita Sarawak.
W 2010 r. otrzymał nagrodę AIM (Anugerah Industri Muzik) za całokształt dorobku artystycznego.